# NGC 3828
NGC 3828 is een spiraalvormig sterrenstelsel in het sterrenbeeld Leeuw. Het hemelobject werd op 28 maart 1886 ontdekt door de Franse astronoom Guillaume Bigourdan.

## Synoniemen
- MCG 3-30-57
- ZWG 97.75
- PGC 36376